# Жер-Белестан
Жер-Белеста́н (фр. Gère-Bélesten) — коммуна во Франции, находится в регионе Аквитания. Департамент — Атлантические Пиренеи. Входит в состав кантона Олорон-Сент-Мари-2. Округ коммуны — Олорон-Сент-Мари.
Код INSEE коммуны — 64240.

## География

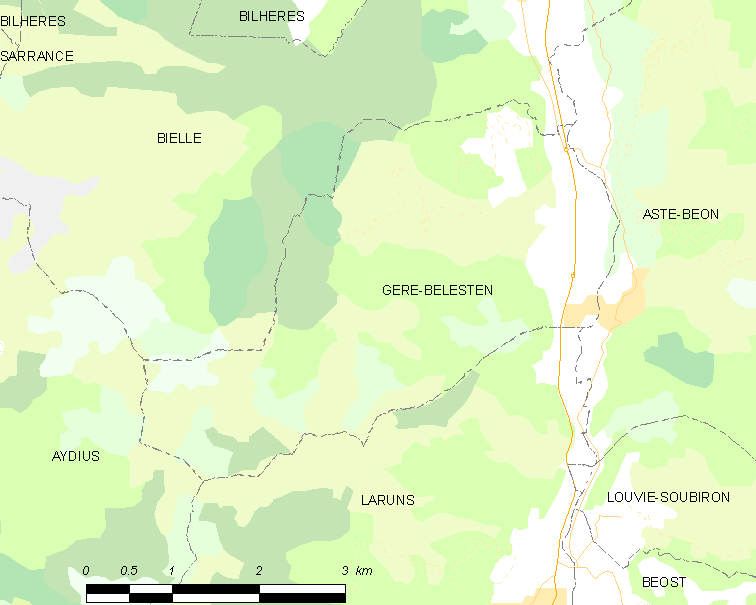
Карта коммуны

Коммуна расположена приблизительно в 690 км к югу от Парижа, в 210 км южнее Бордо, в 31 км к югу от По.
На востоке коммуны протекает река Гав-д’Осо.

### Климат
Климат тёплый океанический. Зима мягкая, средняя температура января — от +5°С до +13°С, температуры ниже −10 °C бывают редко. Снег выпадает около 15 дней в году с ноября по апрель. Максимальная температура летом порядка 20-30 °C, выше 35 °C бывает очень редко. Количество осадков высокое, порядка 1100 мм в год. Характерна безветренная погода, сильные ветры очень редки.

## Население
Население коммуны на 2010 год составляло 174 человека.
| 1962 | 1968 | 1975 | 1982 | 1990 | 1999 | 2010 |
| ---- | ---- | ---- | ---- | ---- | ---- | ---- |
| 275  | 209  | 184  | 175  | 151  | 167  | 174  |

## Администрация
| Период | Период | Фамилия         | Партия | Примечания |
| ------ | ------ | --------------- | ------ | ---------- |
| 1995   | 2001   | Пьер Парду      |        |            |
| 2001   | 2020   | Мишель Мазоннав |        |            |

## Экономика
В 2010 году среди 98 человек трудоспособного возраста (15-64 лет) 66 были экономически активными, 32 — неактивными (показатель активности — 67,3 %, в 1999 году было 68,1 %). Из 66 активных жителей работали 62 человека (29 мужчин и 33 женщины), безработных было 4 (1 мужчина и 3 женщины). Среди 32 неактивных 11 человек были учениками или студентами, 16 — пенсионерами, 5 были неактивными по другим причинам.

## Достопримечательности
- Замок Жер (XVI век)
- Церковь Св. Орана (1898 год)[4] в деревне Жер
- Церковь Св. Петра (XIII век) в деревне Белестан
- Укреплённый дом Тур-д’Ор (XIII век). Исторический памятник с 1997 года[5]

## Фотогалерея

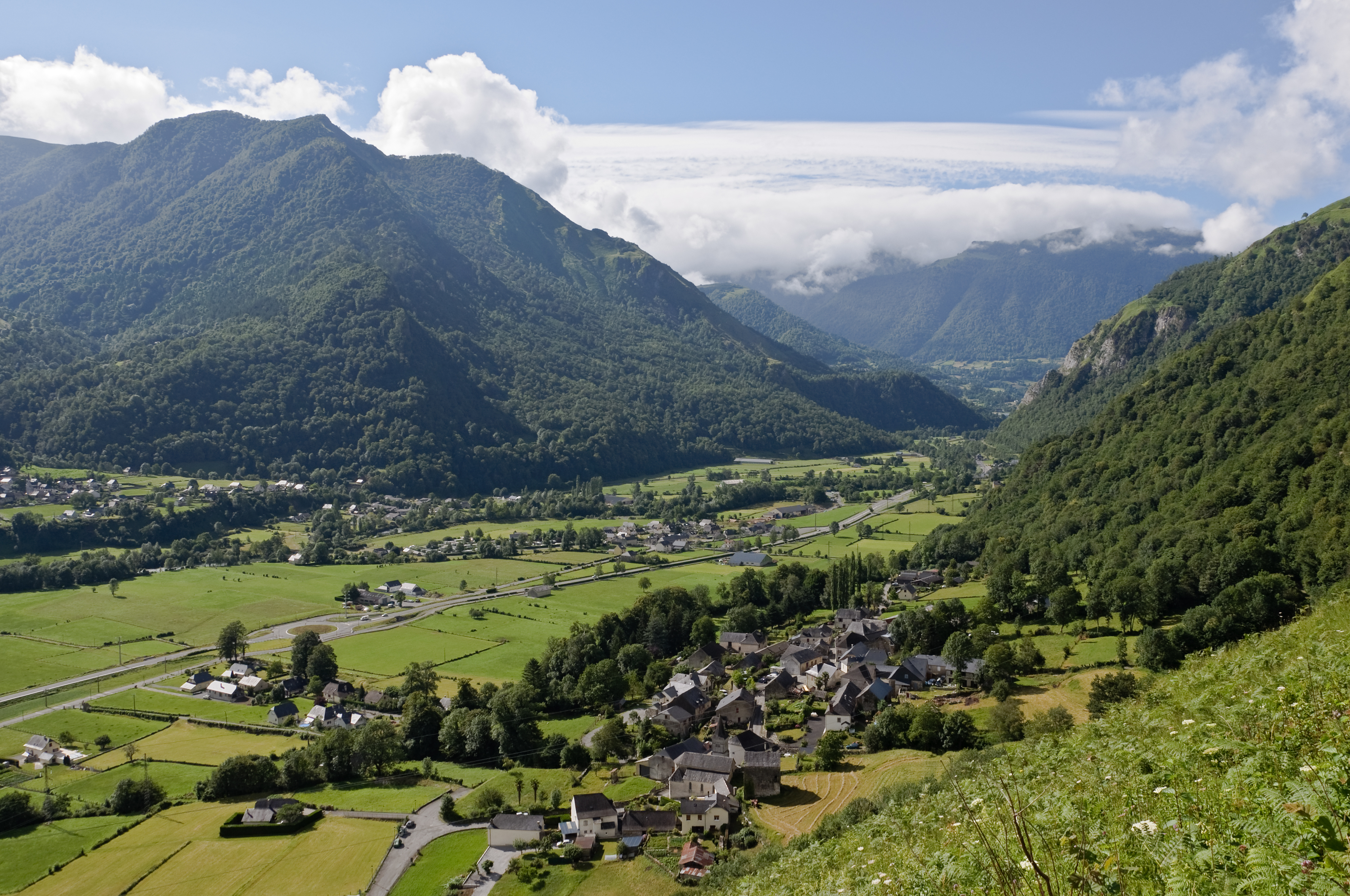
Долина Осо
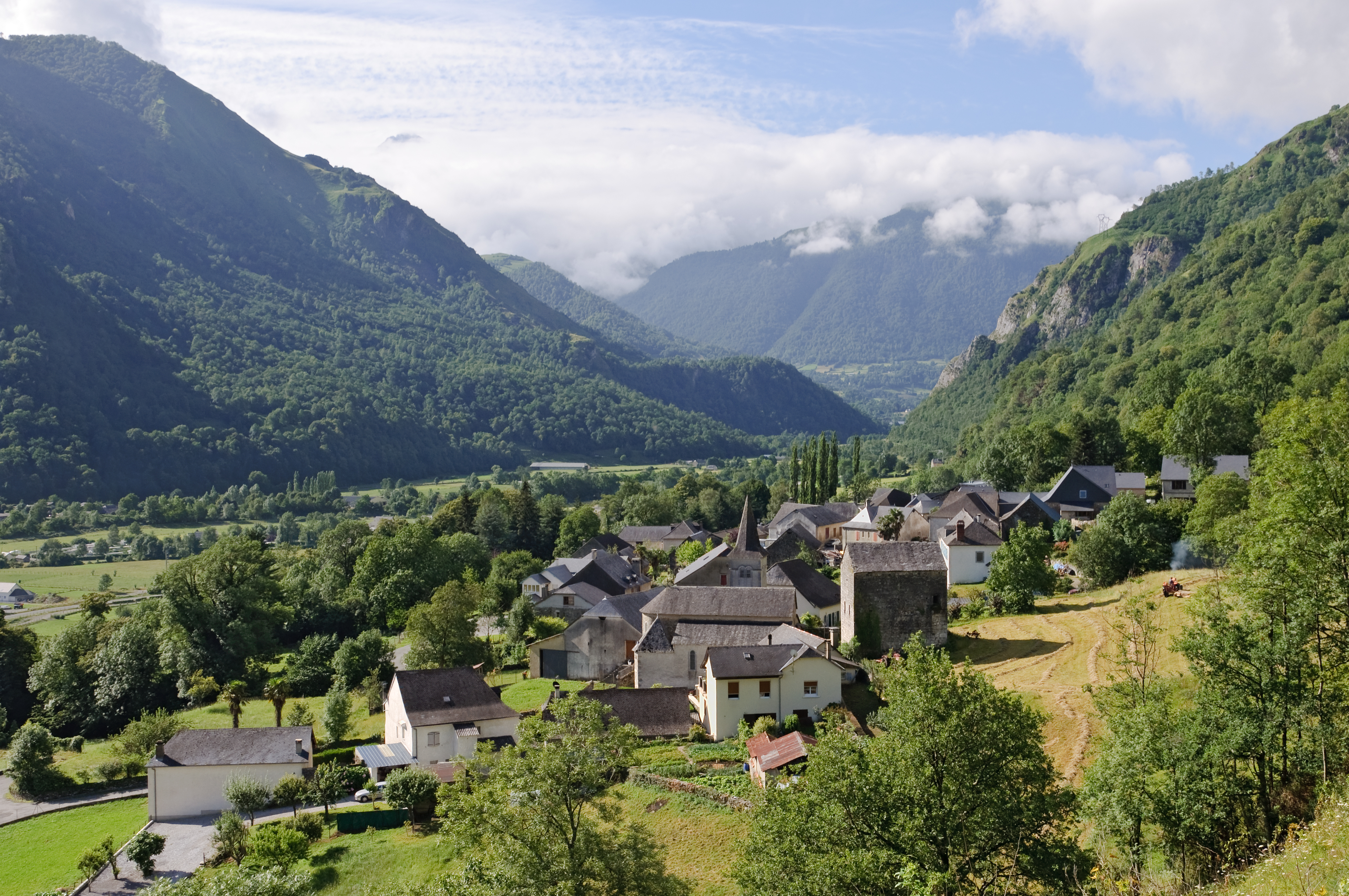
Жер-Белестан
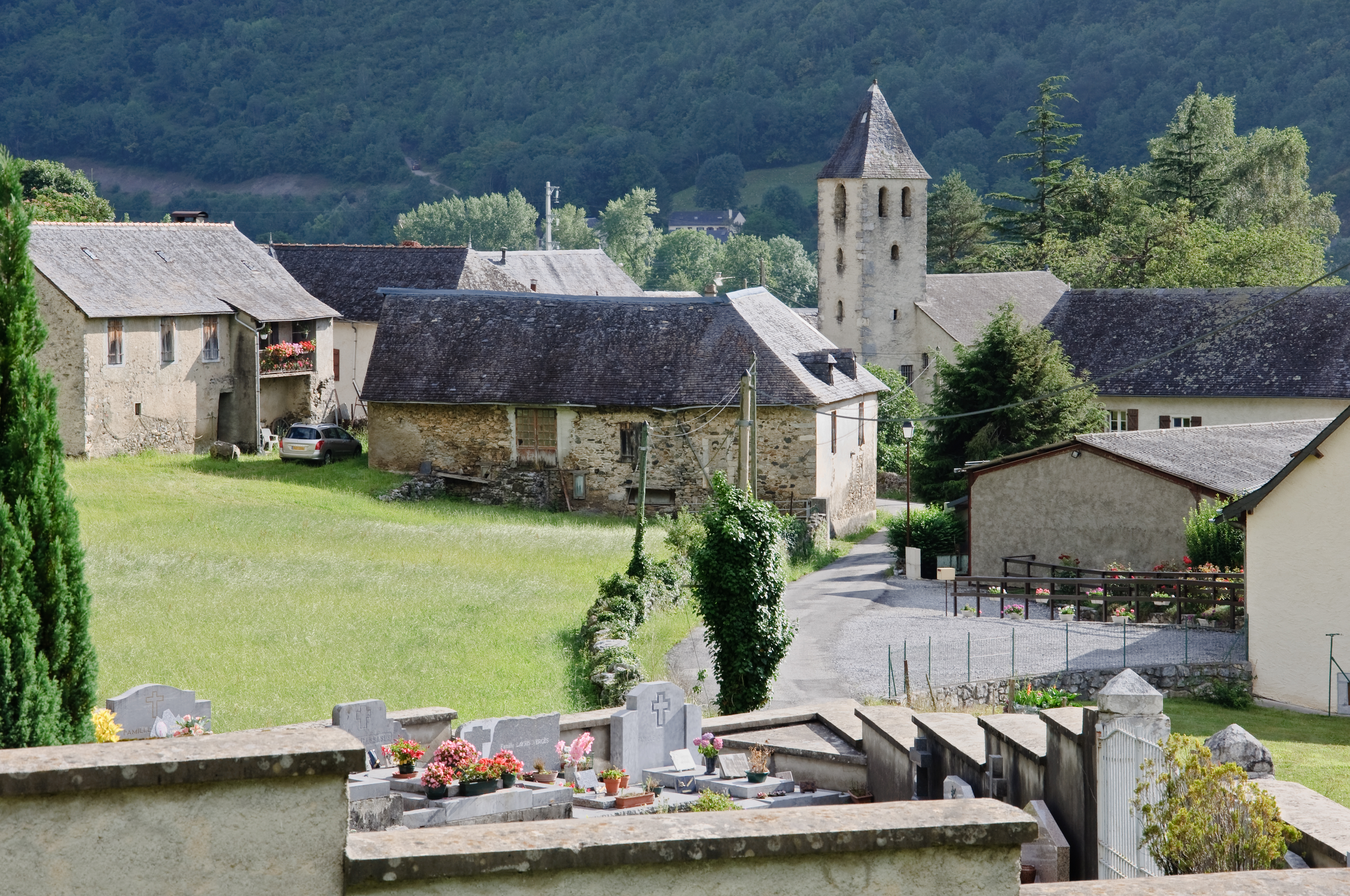
Деревня Белестан